# Wapakoneta, Ohio
Wapakoneta este un oraș și reședința comitatului Auglaize din statul Ohio, Statele Unite ale Americii.
La recensământul din 2010 Wapakoneta avea o populație de 9.867 locuitori. Orașul este locul de naștere al astronautului american  Neil Armstrong, primul om, care a pășit pe Lună.